# Dongfeng Fengshen Haoji
Der Dongfeng Fengshen Haoji ist ein kompaktes Sport Utility Vehicle, das von der Dongfeng Motor Corporation unter der Submarke Fengshen vermarktet wird.

## Überblick
Vorgestellt wurde das Fahrzeug im April 2022. Auf dem chinesischen Heimatmarkt kam es im August 2023 auf den Markt. Seit 2023 wird das Auto in Belarus als Dongfeng Aeolus Huge verkauft, der russische Markt folgte im Juni 2025. Der Wagen ist in der Produktpalette über dem etwas kleineren AX7 positioniert.

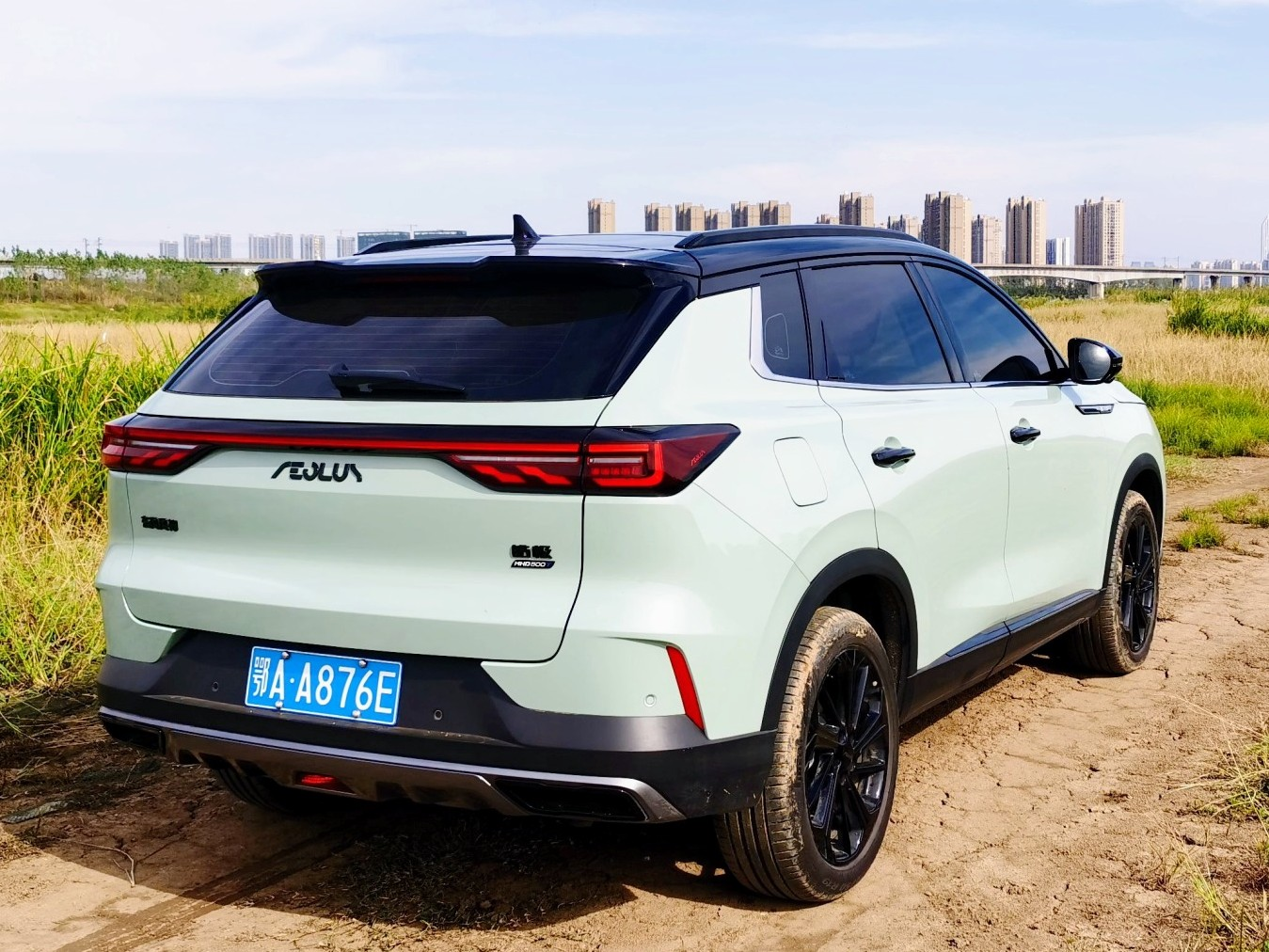
Heckansicht
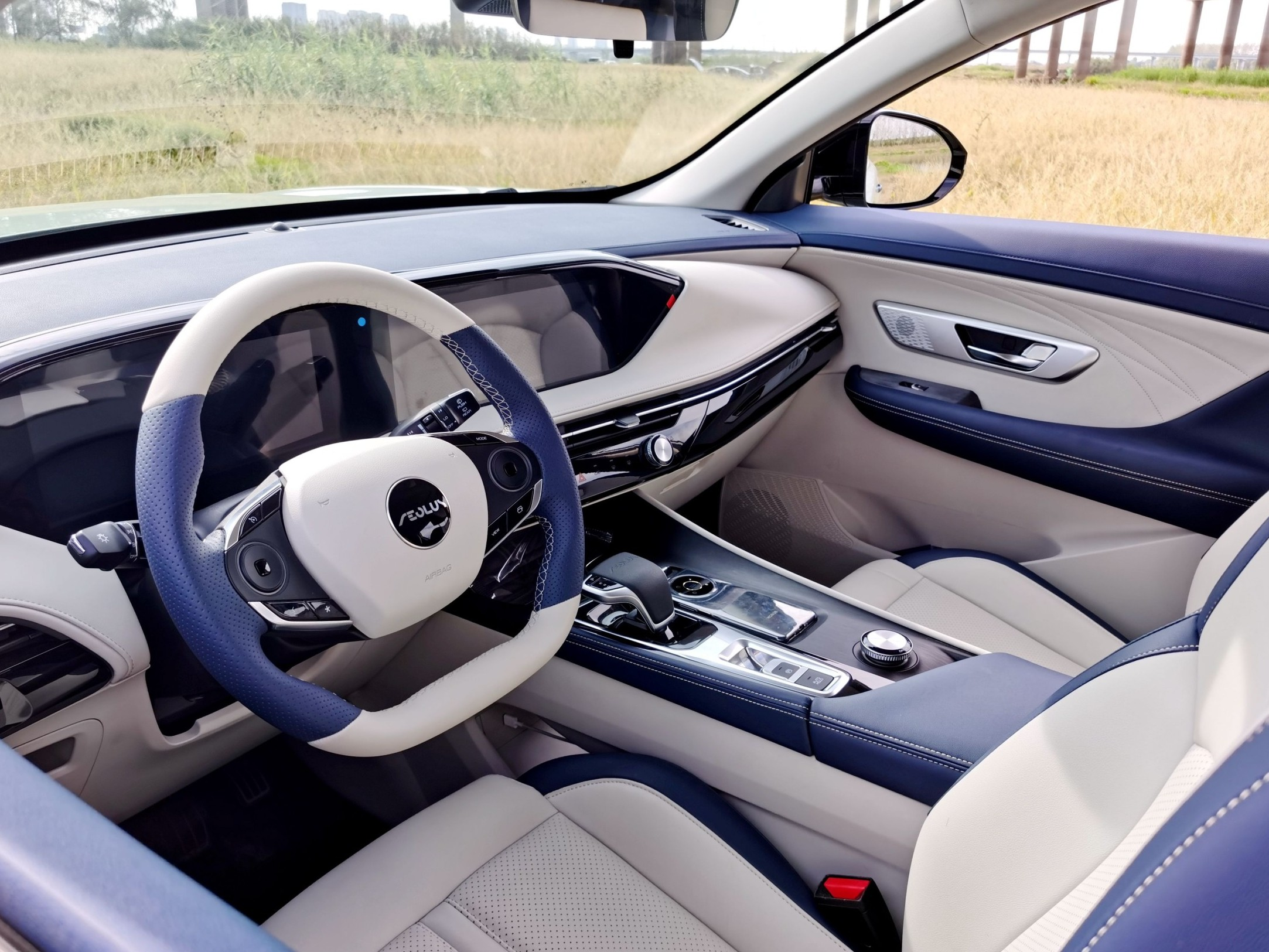
Innenansicht

## Antriebsstrang
Angetrieben wird das SUV entweder von einem 1,5-Liter-Ottomotor mit 150 kW (204 PS) oder einem 1,5-Liter-Otto-Hybrid mit 180 kW (245 PS). In Russland gibt es nur den Benziner, wobei die maximale Leistung mit 145 kW (197 PS) etwas geringer liegt.
|                                             | 1.5T                             | 1.5T                             | MHD                         |
| ------------------------------------------- | -------------------------------- | -------------------------------- | --------------------------- |
| Markt                                       | Russland                         | China                            | China                       |
| Bauzeitraum                                 | seit 06/2025                     | seit 08/2022                     | seit 08/2022                |
| Motorkenndaten                              |                                  |                                  |                             |
| Motortyp                                    | R4-Ottomotor                     | R4-Ottomotor                     | R4-Ottomotor + Elektromotor |
| Motoraufladung                              | Turbolader                       | Turbolader                       | Turbolader                  |
| Hubraum                                     | 1496 cm³                         | 1476 cm³                         | 1476 cm³                    |
| max. Leistung Verbrennungsmotor bei min−1   | 145 kW (197 PS) / 5500           | 150 kW (204 PS) / 5500           | 130 kW (177 PS) / 5200      |
| max. Leistung Elektromotor                  | —                                | —                                | k. A.                       |
| max. Systemleistung                         | —                                | —                                | 180 kW (245 PS)             |
| max. Drehmoment Verbrennungsmotor bei min−1 | 305 Nm / 2000–4000               | 305 Nm / 2000–4000               | 240 Nm / 1500–4500          |
| max. Drehmoment Elektromotor                | —                                | —                                | k. A.                       |
| max. Systemdrehmoment                       | —                                | —                                | 540 Nm                      |
| Kraftübertragung                            |                                  |                                  |                             |
| Antrieb                                     | Vorderradantrieb                 | Vorderradantrieb                 | Vorderradantrieb            |
| Getriebe                                    | 7-Stufen-Doppelkupplungsgetriebe | 7-Stufen-Doppelkupplungsgetriebe | E-CVT                       |
| Messwerte                                   |                                  |                                  |                             |
| Höchstgeschwindigkeit                       | 190 km/h                         | 190 km/h                         | 170 km/h                    |
| Beschleunigung, 0–100 km/h                  | 8,2 s                            | k. A.                            | 7,5 s                       |
| Kraftstoffverbrauch auf 100 km, kombiniert  | 7,7 l Super                      | 7,0 l Super                      | 5,8 l Super                 |
| Tankinhalt                                  | 52 l                             | 52 l                             | 52 l                        |
| Abgasnorm                                   | k. A.                            | China VI                         | China VI                    |